# Euphorbia neoglabrata
Euphorbia neoglabrata är en törelväxtart som beskrevs av Peter Vincent Bruyns. Euphorbia neoglabrata ingår i släktet törlar, och familjen törelväxter. Inga underarter finns listade i Catalogue of Life.